# Coutances
Coutances ist eine französische Gemeinde mit 8372 Einwohnern (Stand 1. Januar 2022) im Département Manche in der Region Normandie.
Sie ist Unterpräfektur des gleichnamigen Arrondissements.

## Geografie
Die Kleinstadt liegt auf der Halbinsel Cotentin, zwölf Kilometer von der Ärmelkanalküste entfernt. Der Name Cotentin leitet sich aus „Coutances“ ab. Nach Saint-Lô im Landesinneren sind es 29 km. Der Stadtkern befindet sich auf einem Felsvorsprung, auf dem auch die Kathedrale thront.

## Geschichte
Als Hauptort des gallischen Stamms der Veneller (Uneller) nahm die Stadt 298 den Namen Constantia nach dem damaligen Kaiser Constantius Chlorus an, der zwei Jahre zuvor Britannien für das Römische Reich zurückerobert hatte. Die Region, die danach pagus Constantinus genannt wurde, ist heute die Halbinsel Cotentin.
Der Ort wurde 866 von den Normannen zerstört, und es dauerte bis zur Ankunft des Geoffroy de Montbray im 11. Jahrhundert, eines Kampfgefährten Wilhelms des Eroberers und Bischofs von Coutances, um die Stadt um eine neue Kathedrale herum wieder erstehen zu lassen. 1204 wurde die Normandie unter Philipp II. August erobert, danach unter dem Bischof Hugues de Morville (1208–1238), dem auch die Gründung des Hospitals (Hôtel-dieu) zu verdanken ist, die Kathedrale im französischen Stil neu errichtet.
Während der Hugenottenkriege wurde die Kathedrale 1562 von den Protestanten geplündert. Sie nahmen den Bischof Arthur de Cossé gefangen und zwangen ihn, umgekehrt auf einem Esel sitzend, den Schwanz des Tieres in der Hand, durch die Stadt zu reiten. Bis zum Jahr 1569 oblag dem Bischof von Coutances die rechtsprechende Gewalt über die Kanalinseln im Ärmelkanal.

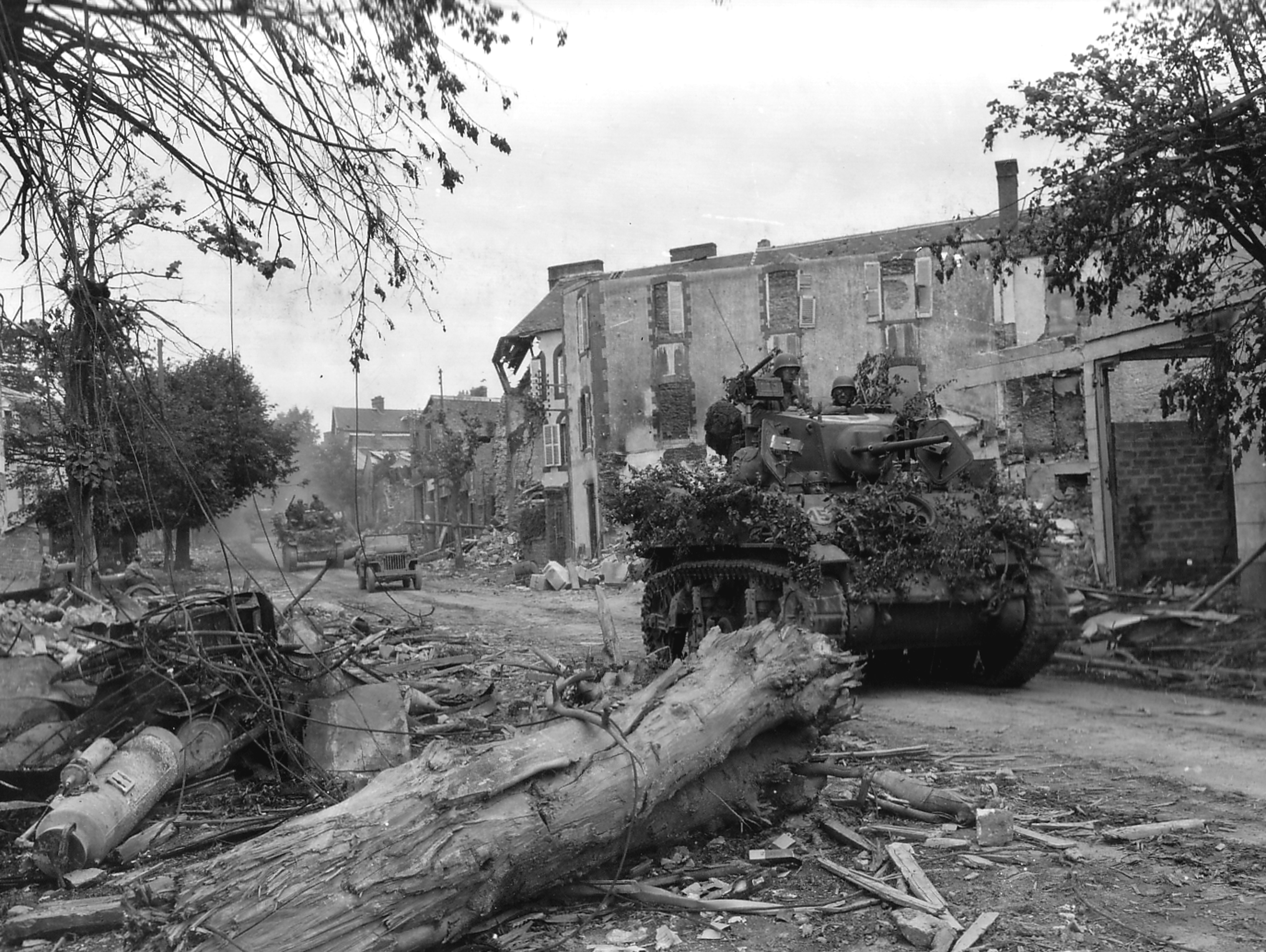
Leichter Panzer M5A1 auf einer Straße in Coutances.

Im Zweiten Weltkrieg landeten am 6. Juni 1944 alliierte Truppen in der Normandie (Operation Overlord). In den Nächten von 6. auf den 7. und vom 13. auf den 14. Juni 1944 bombardierte die alliierte Luftwaffe Coutances. Es gab 269 Tote. Nach der Einnahme von Saint-Lô (→ Schlacht um Saint-Lô) begannen US-Truppen zeitgleich mit den Vorstößen der anderen Alliierten am 25. Juli einen Ausbruchsversuch aus ihrem Brückenkopfsektor (→ Operation Cobra). Dieser führte in den Folgetagen im Westen – bei Avranches – zum Ausbruch aus der Halbinsel Cotentin.
Am Morgen des 27. Juli unternahmen drei Divisionen des 7. US Army Corps eine Offensive gegen die deutsche Frontlinie. Am nächsten Tag kam die 4th Armoured Division (4. Panzerdivision) 20 km voran und eroberte das schwer beschädigte Coutances, wo 65 % der Bausubstanz in Trümmern lagen. Dann stießen die Truppen südwärts nach Pontaubault vor, wo die heckenreiche Landschaft endete.
Der Wiederaufbau der Stadt stand unter der Leitung von Louis Arretche, der auch Saint-Malo betreute.

## Bevölkerungsentwicklung
| Jahr      | 1962 | 1968 | 1975 | 1982 | 1990 | 1999 | 2009 | 2018 |
| Einwohner | 7806 | 9061 | 9869 | 9930 | 9715 | 9522 | 9390 | 8454 |

## Sehenswürdigkeiten
- Kathedrale Notre-Dame de Coutances
- Rathaus im Hôtel de Cussy mit dem Modell eines Langschiffes im Maßstab 1:5
- Jardin des Plantes
- Museum Musée Quesnel-Morinière
- Kirche Saint-Nicolas
- Kirche Saint-Pierre
- Lycée Charles-François Lebrun, die erste kaiserliche Oberschule
- Parc L’Évêque, der frühere Park des Bischofs mit einem Jagdrevier, einer Eisgrotte und einer eisenhaltigen Quelle
- Schloss Gratot, Schlossruine, etwa vier Kilometer nordwestlich von Coutances

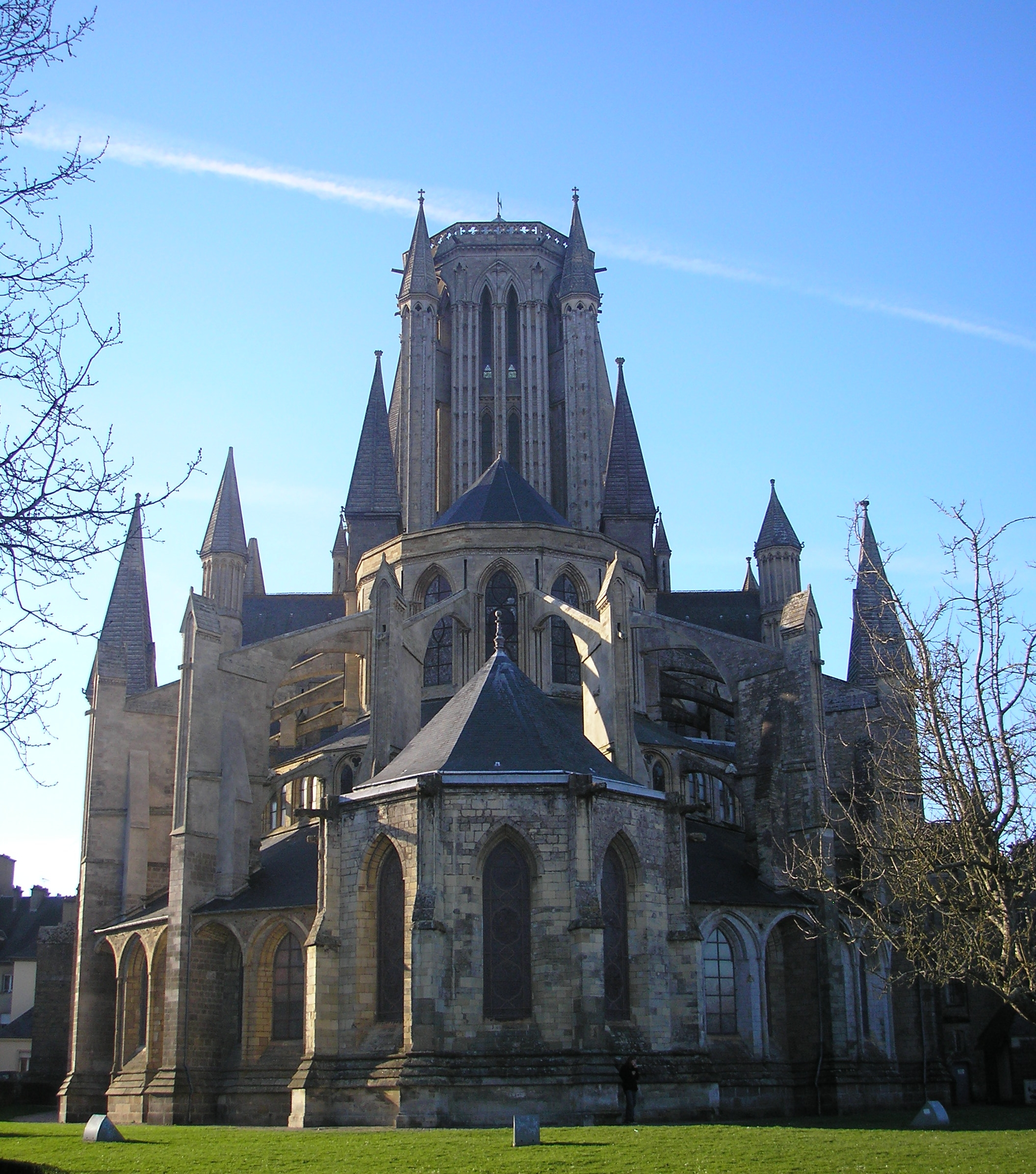
Apsis der Kathedrale Notre-Dame
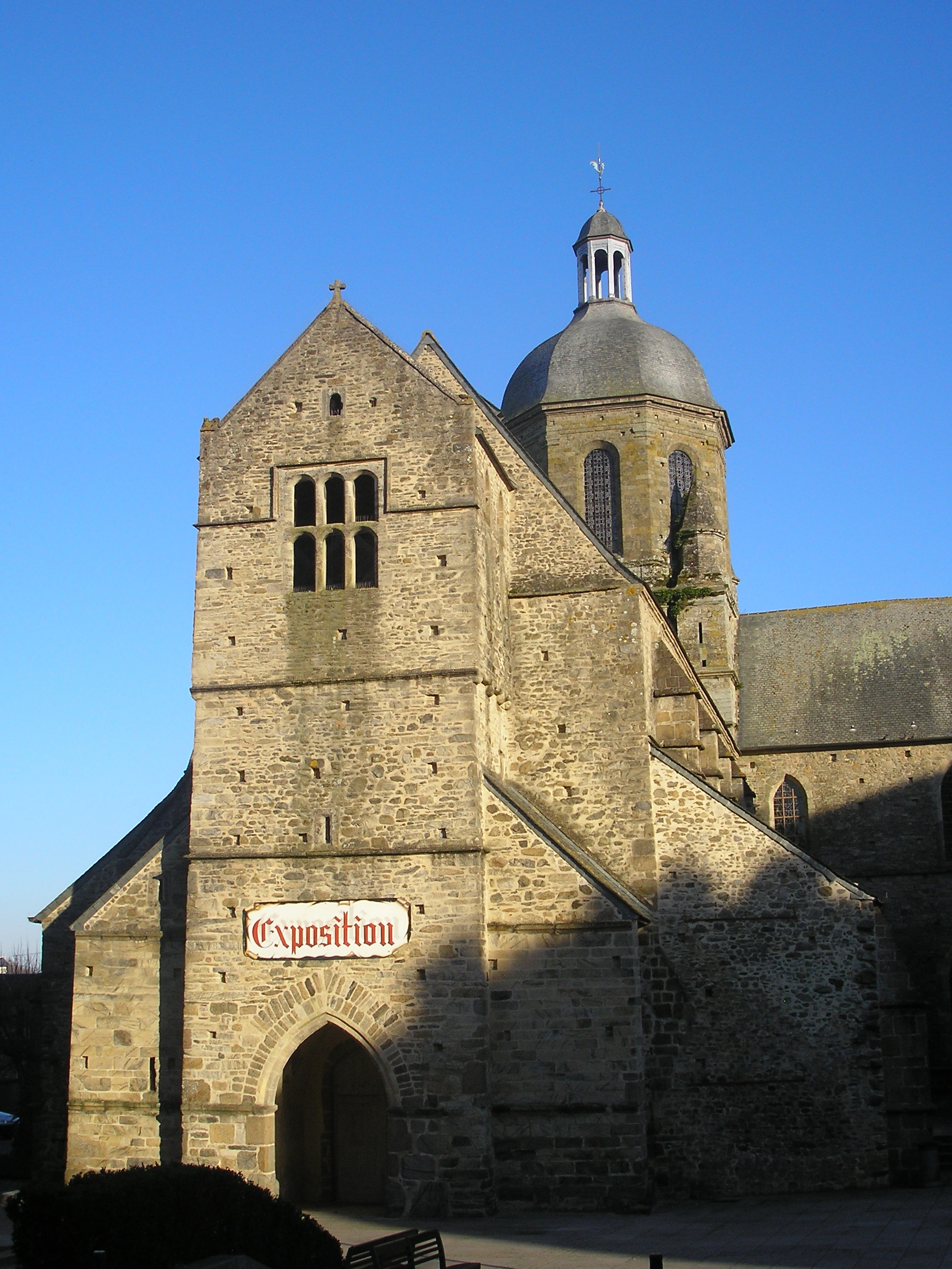
Kirche Saint-Nicolas
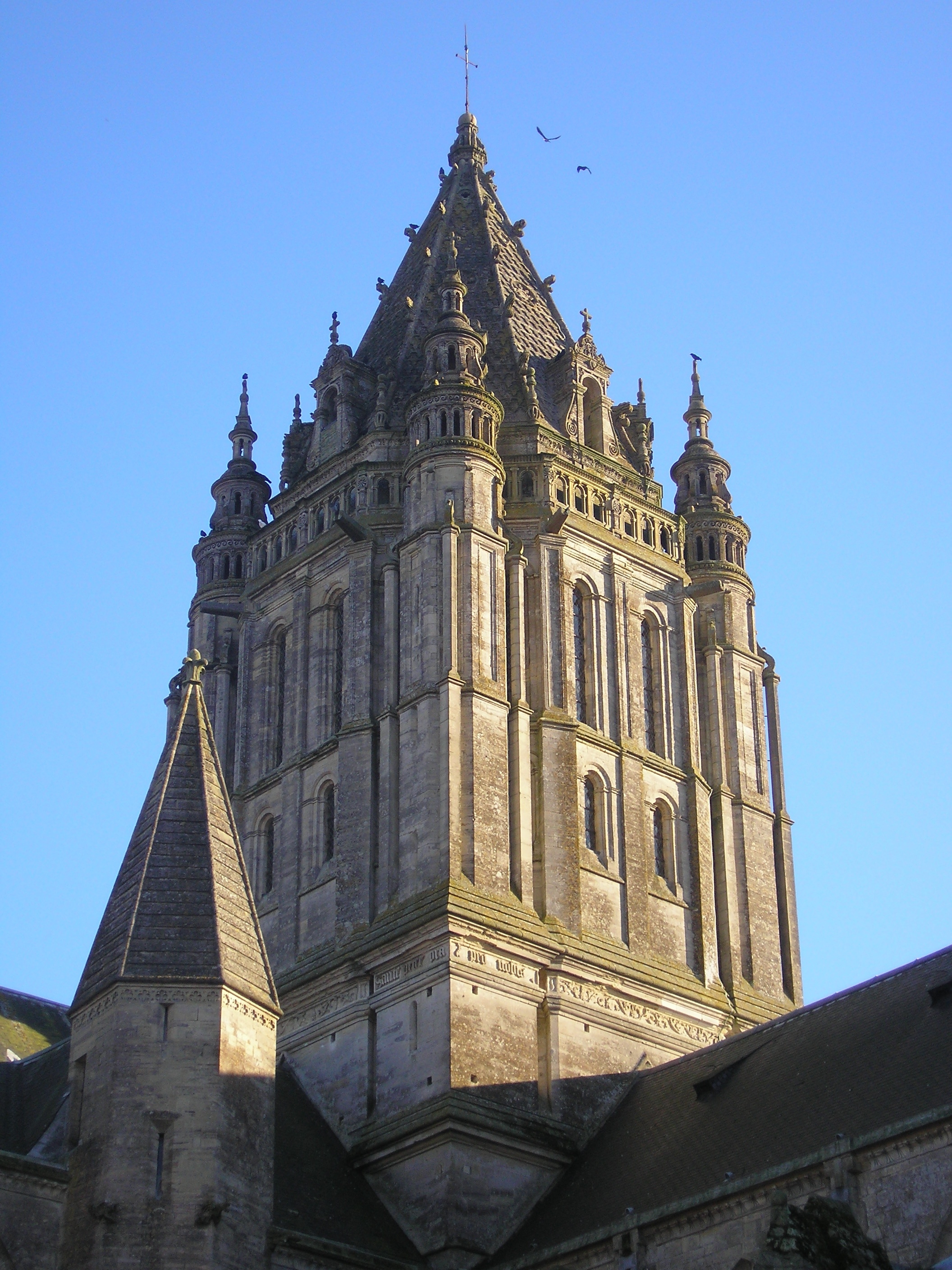
Kirche Saint-Pierre
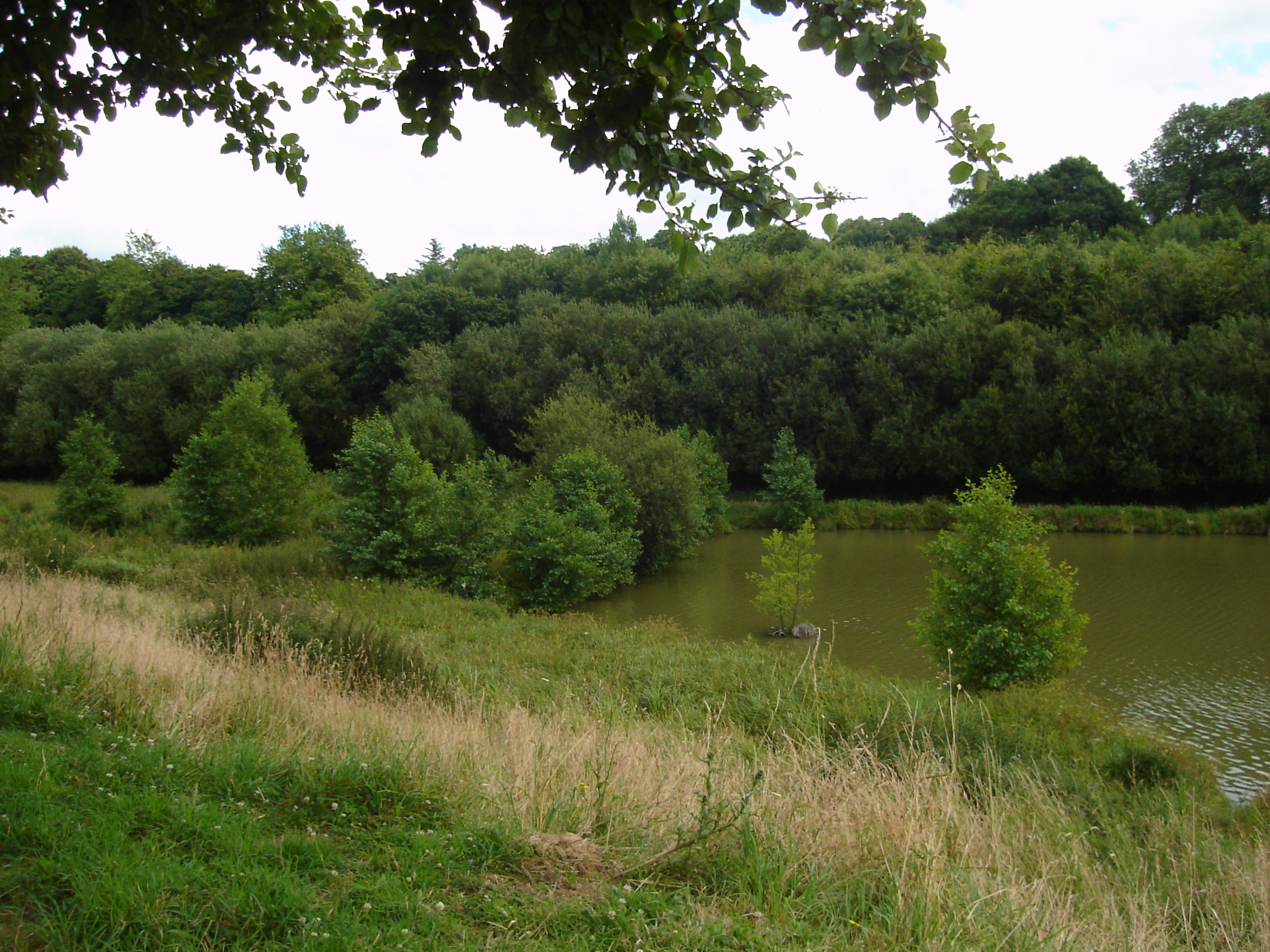
Parc L’Évêque
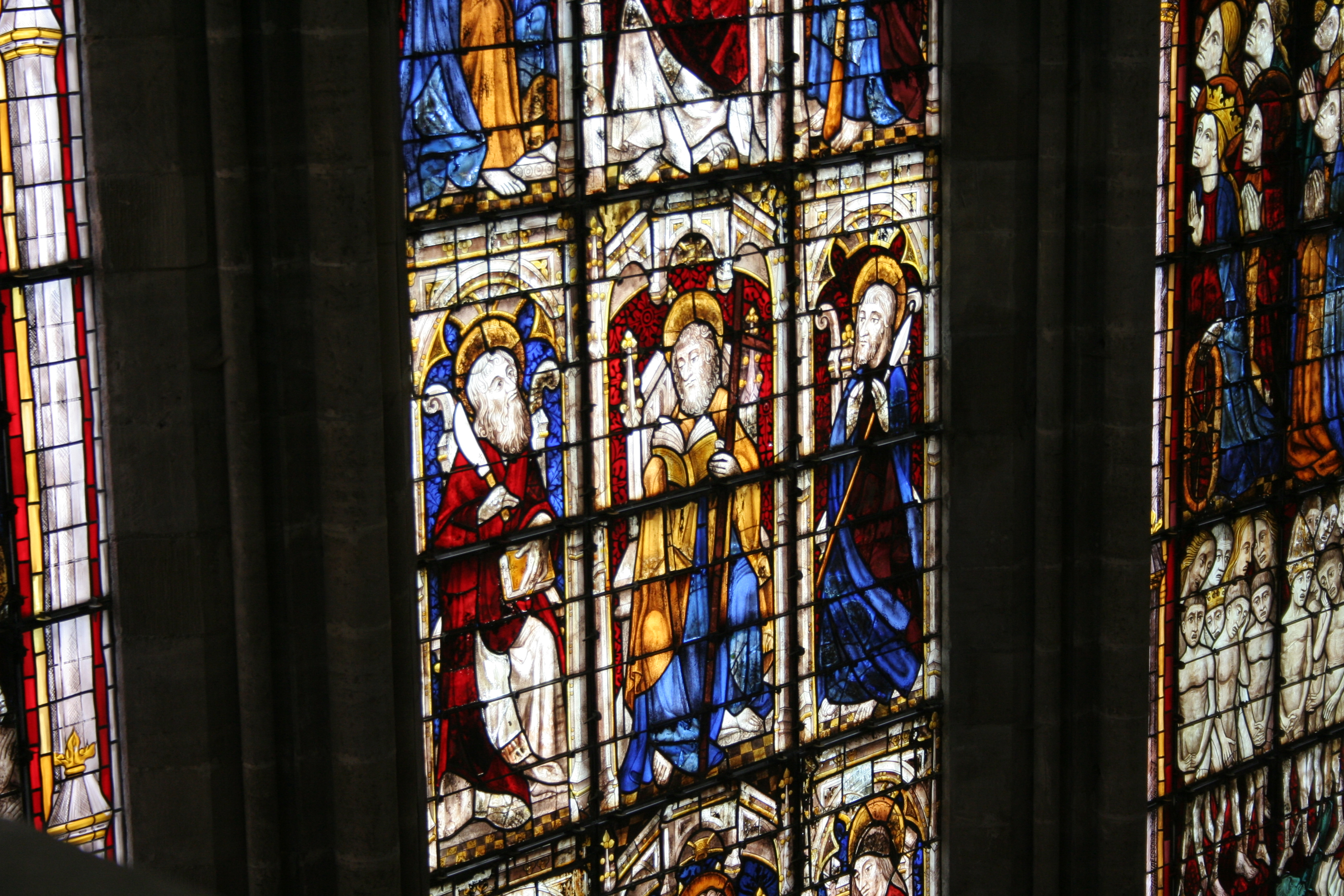
Cathédrale de Coutance – Fenster
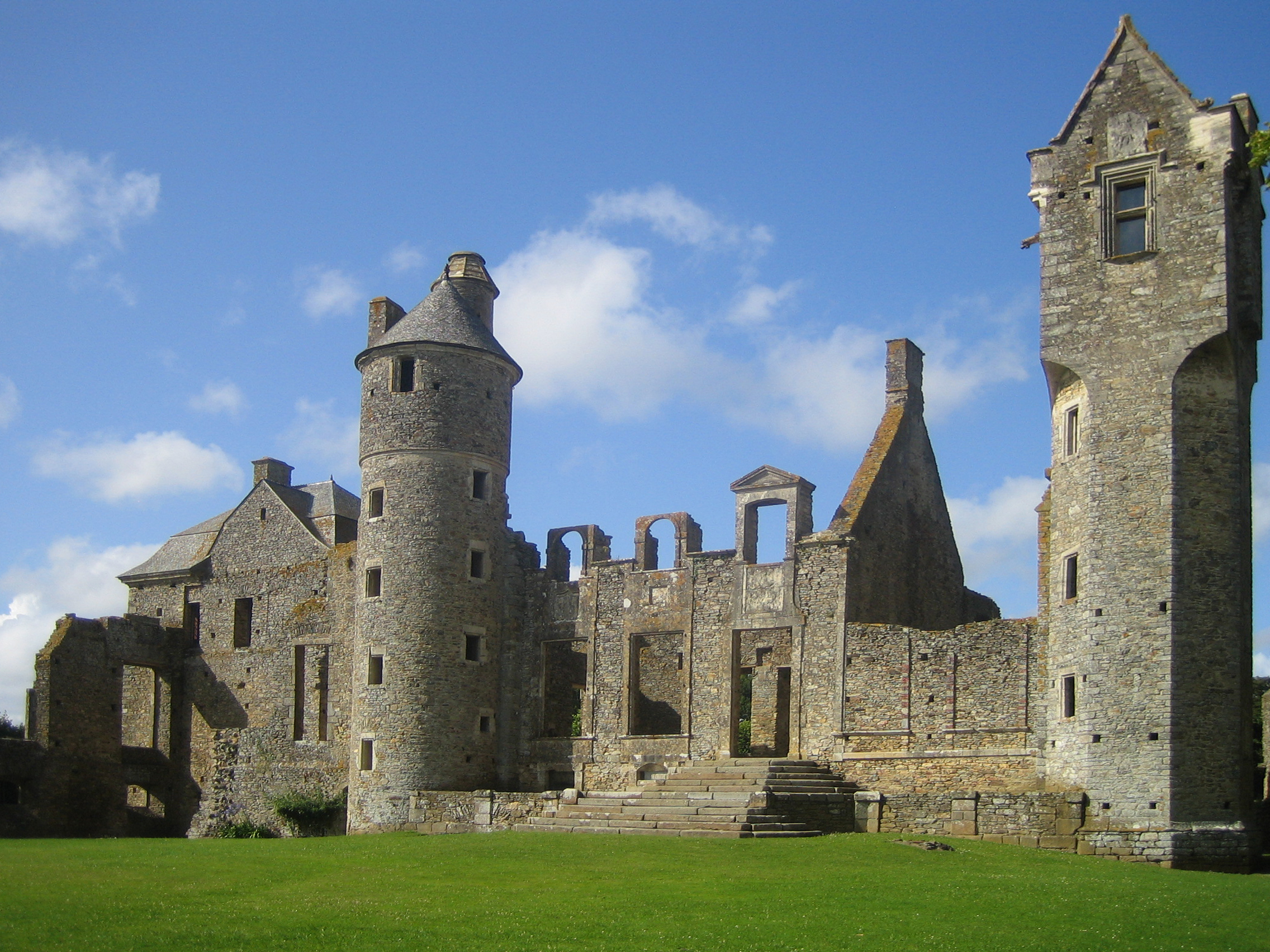
Château de Gratot
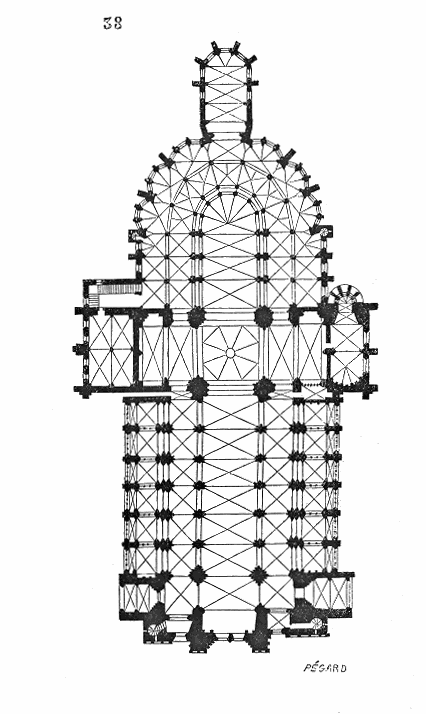
Plan der Kathedrale

## Ereignisse
- Das jährlich Ende Mai stattfindende Jazzfestival jazz sous les pommiers (Jazz unter den Apfelbäumen).

## Persönlichkeiten
- Louis Le Roy (1510–1577), politischer Schriftsteller, Humanist, Gräzist und Übersetzer
- Anne Hilarion de Costentin de Tourville (1642–1701), Admiral und Marschall von Frankreich
- François de Franquetot (1670–1759), Marschall von Frankreich
- Paul Letarouilly (1795–1855), Architekt, Kartograf und Graveur
- Rémy de Gourmont (1858–1915), Schriftsteller
- Pierre Coupel (1899–1983), Bauforscher
- Jean Quellien (* 1946), Historiker
- Stéphanie Yon-Courtin (* 1974), Juristin und Politikerin
- Aude Amadou (* 1980), Politikerin

## Städtepartnerschaften
- Ilkley, Yorkshire, Großbritannien
- Saint Ouen, Jersey, Großbritannien
- Ochsenfurt, Unterfranken
- La Pocatière, Québec, Kanada
- Colditz, Sachsen
- Troina, Sizilien